# Zápas řecko-římský na Letních olympijských hrách 2016 – seznam účastníků
Seznam účastníků LOH v Rio de Janeiro v zápasu řecko-římském vykrystalizoval z olympijské kvalifikace konané v období od září 2015 do konce května 2016 formou kvalifikačních turnajů. 

## Seznam kvalifikačních turnajů
| fáze   | datum                  | název kvalifikačního turnaje              | místo     | počet kvót |
| ------ | ---------------------- | ----------------------------------------- | --------- | ---------- |
| 1.     | 7. až 9. září 2015     | Mistrovství světa v zápasu řecko-římském  | Las Vegas | 36         |
| 2.     | 6. března 2016         | Americká olympijská kvalifikace           | Frisco    | 12         |
| 2.     | 18. až 20. března 2016 | Asijská olympijská kvalifikace            | Astana    | 12 + 1     |
| 2.     | 1. dubna 2016          | Africká a Oceánská olympijská kvalifikace | Alžír     | 12         |
| 2.     | 15. až 17. dubna 2016  | Evropská olympijská kvalifikace           | Zrenjanin | 12         |
| 3.     | 22. dubna 2016         | Světová olympijská kvalifikace č. 1       | Ulanbátar | 18         |
| 4.     | 6. května 2016         | Světová olympijská kvalifikace č. 2       | Istanbul  | 12         |
| celkem | celkem                 | celkem                                    | celkem    | 115        |

## Kontinentální kvóty

### Evropa
| země   | pérová váha                         | lehká váha                        | velterová váha       | střední váha                     | těžká váha                              | supertěžká váha                  | celkem              |
| ------ | ----------------------------------- | --------------------------------- | -------------------- | -------------------------------- | --------------------------------------- | -------------------------------- | ------------------- |
| RUS    | Sanal SemjonovKK Ibragim LabazanovN | Arťom SurkovMS Islambeka AlbijevN | Roman VlasovMS       | Alexej MišinKK Davit ČakvetadzeN | Islam MagomedovMS                       | Biljal MachovMS Sergej SemjonovN | 6                   |
| AZE    | Rovšan BajramovMS                   | Rasul ČunajevS2                   | Elvin MursalijevMS   | Saman TahmasibíMS                | —                                       | Sába ŠarijatíMS                  | 5                   |
| GEO    | —                                   | Šmagi BolkvadzeKK                 | Zurab DatunašviliKK  | Robert KoblijašviliS2            | Revaz NadarejišviliS1                   | Ijakob KadžajijaS2               | 5                   |
| ARM    | —                                   | Mihran ArutjunjanMS               | Arsen DžulfalakjanS1 | Maksim ManukjanS1                | Artur AleksanjanMS                      | —                                | 4                   |
| HUN    | —                                   | Tamás LőrinczKK                   | Péter BácsiS1        | Viktor LőrinczMS                 | Ádám VargaKK Balázs KissN               | —                                | 4                   |
| BLR    | Soslan DaurovMS                     | —                                 | —                    | Džavid GamzatovS1                | Alexandr HrabovikS1 Timofej DějničenkoN | —                                | 3                   |
| BUL    | —                                   | —                                 | Daniel AleksandrovS2 | Nikolaj BajrakovKK               | Elis GuriMS                             | —                                | 3                   |
| GER    | —                                   | Frank StäblerMS                   | —                    | Denis KudlaS2                    | —                                       | Eduard PoppKK                    | 3                   |
| SRB    | Kristijan FrisKK                    | Davor ŠtefanekMS                  | Viktor NemešKK       | —                                | —                                       | —                                | 3                   |
| SWE    | —                                   | —                                 | —                    | Zakarias BergS1                  | Fredrik SchönS1                         | Johan EurenS2                    | 3                   |
| TUR    | —                                   | —                                 | Selçuk ÇebiS2        | —                                | Cenk İldemS2                            | Rıza Kaya'alpMS                  | 3                   |
| UKR    | —                                   | —                                 | —                    | Žan BeleňukMS                    | Dmytro TymčenkoMS                       | Oleksandr ČernickýMS             | 3                   |
| EST    | —                                   | —                                 | —                    | —                                | Ardo ArusaarKK                          | Heiki NabiKK                     | 2                   |
| FIN    | —                                   | Tero VälimäkiS1                   | —                    | Rami HietaniemiMS                | —                                       | —                                | 2                   |
| ROU    | —                                   | Ion PanaitS1                      | —                    | —                                | Alin Alexuc-CiurariuMS                  | —                                | 2                   |
| DEN    | —                                   | —                                 | Mark MadsenMS        | —                                | —                                       | —                                | 1                   |
| ITA    | —                                   | —                                 | —                    | —                                | Daigoro TimonciniS2                     | —                                | 1                   |
| LTU    | —                                   | Edgaras VenckaitisS1              | —                    | —                                | —                                       | —                                | 1                   |
| NOR    | Stig André BergeS1                  | —                                 | —                    | —                                | —                                       | —                                | 1                   |
| celkem | 5 kvót                              | 10 kvót                           | 9 kvót               | 11 kvót                          | 12 kvót                                 | 8 kvót                           | 55 kvót pro 19 zemí |

### Asie
| země   | pérová váha                 | lehká váha       | velterová váha     | střední váha              | těžká váha      | supertěžká váha                   | celkem             |
| ------ | --------------------------- | ---------------- | ------------------ | ------------------------- | --------------- | --------------------------------- | ------------------ |
| IRI    | Hamid SorjanS2              | Omíd Novrúzí     | Sajíd AbdeválíMS   | Habíballáh AchláqíMS      | Qásem RezájíMS  | Amír QásemíS1 Bašír BabadžanzadeN | 6                  |
| CHN    | Wang Lu-minKK               | —                | Jang PinS1         | Pcheng FejKK              | Siao TiKK       | Meng ČchiangS1                    | 5                  |
| KGZ    | Arsen EralijevMS            | Ruslan CarevS2   | —                  | Džanarbek KendžejevKK,DQm | —               | Murat RamonovKK                   | 4                  |
| UZB    | Elmurat TasmuradovS1        | —                | Dilshod TurdievKK  | Rustam AsakalovMS         | —               | Muminjon AbdullaevS1              | 4                  |
| KAZ    | Almat KebisbajevMS          | —                | Dosdžan KartikovMS | —                         | —               | Nurmachan TinalijevKK             | 3                  |
| KOR    | Kim Sung-hakS1 I Čong-paekN | Rju Han-suMS     | Kim Hjon-uKK       | —                         | —               | —                                 | 3                  |
| IND    | —                           | —                | —                  | Ravinder KhatriKKd        | Hardeep SinghKK | —                                 | 2                  |
| JPN    | Šinobu ÓtaKK                | Tomohiro InoueKK | —                  | —                         | —               | —                                 | 2                  |
| PRK    | Jun Won-čcholMS             | —                | —                  | —                         | —               | —                                 | 1                  |
| celkem | 8 kvót                      | 4 kvóty          | 5 kvót             | 5 kvót                    | 3 kvóty         | 5 kvót                            | 30 kvót pro 9 zemí |

### Amerika
| země   | pérová váha        | lehká váha        | velterová váha        | střední váha                | těžká váha      | supertěžká váha                      | celkem             |
| ------ | ------------------ | ----------------- | --------------------- | --------------------------- | --------------- | ------------------------------------ | ------------------ |
| CUB    | Ismael BorreroMS   | Miguel MartínezKK | Yurisandy HernándezKK | —                           | Yasmany LugoKK  | Mijaín LópezMS                       | 5                  |
| USA    | Jesse ThielkeS2    | —                 | Andy BisekMS          | Jordan HolmKK Ben ProvisorN | —               | Robby SmithMS                        | 4                  |
| VEN    | Raiber RodríguezKK | Wuileixis RivasKK | —                     | —                           | Luillys PérezKK | Erwin CaraballoKK                    | 4                  |
| BRA    | —                  | —                 | —                     | —                           | —               | Antoine JaoudeKK Eduard SoghomonyanN | 1                  |
| COL    | —                  | —                 | Carlos MuñozKK        | —                           | —               | —                                    | 1                  |
| ECU    | Andrés MontañoKK   | —                 | —                     | —                           | —               | —                                    | 1                  |
| MEX    | —                  | —                 | —                     | Alfonso LeyvaKK             | —               | —                                    | 1                  |
| celkem | 4 kvóty            | 2 kvóty           | 3 kvóty               | 2 kvóty                     | 2 kvóty         | 4 kvóty                              | 17 kvót pro 7 zemí |

### Afrika a Oceánie
| země   | pérová váha       | lehká váha          | velterová váha    | střední váha       | těžká váha      | supertěžká váha      | celkem             |
| ------ | ----------------- | ------------------- | ----------------- | ------------------ | --------------- | -------------------- | ------------------ |
| EGY    | Haithem MahmoudKK | Adham Ahmed SalehKK | Mahmoud FawzyKK   | Ahmed SaadKK       | Hamdy El-SaidKK | Abdellatif MohamedKK | 6                  |
| ALG    | —                 | Tarik bin IsaMS     | —                 | Adem BoudjemlineKK | Hamza HalouiKK  | —                    | 3                  |
| MAR    | Mehdi MessaoudiKK | —                   | Zied Ayet IkramKK | —                  | —               | —                    | 2                  |
| AUS    | —                 | Vinod KumarKK,DQ    | —                 | —                  | —               | Ivan PopovKK         | 1                  |
| NZL    | —                 | Craig MillerKKd     | —                 | —                  | —               | —                    | 1                  |
| celkem | 2 kvóty           | 3 kvóty             | 2 kvóty           | 2 kvóty            | 2 kvóty         | 2 kvóty              | 13 kvót pro 5 zemí |

pozn:
- Škrtnutí klasici nebyli na olympijské hry nominováni nebo nestartovali kvůli zranění, prokázanému dopingu, případně z jiného důvodu.
- Klasik s indexem MS vybojoval kvótu pro svoji zemi na mistrovství světa.
- Klasik s indexem KK vybojoval kvótu pro svoji zemi na kontinentální olympijské kvalifikaci.
- Klasik s indexem KKd dostal kvótu pro svoji zemi na kontinentální olympijské kvalifikaci dodatečně po diskvalifikaci svého přemožitele.
- Klasik s indexem S1 vybojoval kvótu pro svoji zemi na světové olympijské kvalifikaci č.1.
- Klasik s indexem S2 vybojoval kvótu pro svoji zemi na světové olympijské kvalifikaci č.2.
- Klasik s indexem N byl nominován na olympijské hry na úkor krajana, který kvótu vybojoval.
- Klasik s indexem DQ byl později diskvalifikován za doping, případně jiný prohřešek, kvóta propadla na dalšího účastníka olympijské kvalifikace.
- Klasik s indexem DQm byl diskvalifikován za pozitivní test na meldonium, ale v červenci 2016[1] byl po nových pokynech antidopingové agentury vrácen do výsledkových listin a získal zpět ztracenou kvalifikační kvótu.

## Pořadatelská země
Brazílie je zemí kde se řecko-římskému stylu na vrcholové úrovni věnuje jen málo zápasníků. Od roku 1896 startovalo na olympijských hrách v řecko-římském a volném stylu pouze 7 zápasníků.
Brazilští klasici se museli účastnit olympijské kvalifikace. Tripartitní komise držela pořadatelské zemi 4 kvóty pro řecko-římský a volný styl pokud by se žádný z brazilských zápasníků nekvalifikoval.

## Pozvaní sportovci
Jednotlivé národní olympijské výbory měly k dispozici 4 pozvánky (kvóty) v řecko-římském a volném stylu pro účast na Olympijských hrách v Riu. Žádost o pozvánku se zasílala Mezinárodnímu olympijskému výboru (MOV) do 15. ledna 2016. O přidělení pozvánek rozhodovala po skončení olympijské kvalifikace Tripartitní komise složená z Mezinárodní zápasnické federace (UWW), Mezinárodního olympijskému výboru (MOV) a olympijských výborů zemí, které vyhověli podmínkám udělení pozvánky – podmínkám vyhovují především malé a rozvojové země.
Pozvánku resp. kvótu obdržely tyto čtyři země:
- Haiti
- Honduras
- Kambodža
- Palau

Všechny výše uvedené země nominali na olympijské hry v Riu volnostylaře/ky

## Divoká karta
Domácím zápasníkům se nakonec podařilo v olympijské kvalifikaci získat 5 kvót. Tím pádem Tripartitní komise uvolnila 4 kvóty, které držela pro brazilské zápasníky pokud by se žádný z nich nekvalifikoval. 
Kvóty byly v červenci 2016 přerozděleny Mezinárodní zápasnickou federací (UWW) následovně:
- Česko
- Chorvatsko
- Rakousko
- Peru

Chorvatsko a Rakousko nominovalo na olympijské hry v Riu dva klasiky uvedené níže v tabulce. Česko a Peru nominovalo dvě volnostylařky.
| pérová váha | lehká váha | velterová váha | střední váha     | těžká váha | supertěžká váha |
| ----------- | ---------- | -------------- | ---------------- | ---------- | --------------- |
| —           | —          | Božo Starčević | Amer Hrustanović | —          | —               |

## Česká stopa v olympijské kvalifikaci
Řecko-římský zápas patří k tradičně úspěšným sportům v Česku. Jeho popularita však stoupá a klesá s úspěchy resp. neúspěchy. Olympijské kvalifikace v Riu se účastnilo celkem osm českých klasiků. 
Česká jednička Petr Novák doplatil na neinformovanost za užívání od roku 2016 zakázané látky meldonium a v roce 2016 měl pozastavenou činnost. Jeho roli jedničky převzal Artur Omarov, který výrazným způsobem zasáhl do olympijské kvalifikace. Na evropská olympijské kvalifikaci v Srbském Zrenjaninu se probojoval do semifinále a byl vítězství od kvalifikace na olympijské hry. V semifinálovém zápase s Bulharem Bajrakovem dlouho prohrával o dva body. Ve čtvrté minutě dostal výhodu za pasivitu svého soupeře, kterou využil k zisku dvou bodů a navíc měl soupeře položeného na lopátkách. Hrubě však chyboval, Bulhar se mu vysmekl a položil ho na lopatky. V dalších dvou kvalifikačních turnajích se mu nepodařilo tento výsledek navázat a protavit v zisk kvalifikační kvóty. Dopadl podobně jako velký navrátilec, veterán David Vála. Vála na žádném turnaji olympijské kvalifikace do výsledků výrazně nezasáhl, byť jeho prohry nebyly o výkonnostní třídu. Výkonnostní propast byla u pěti zbývajících českých klasiků, kteří do olympijské kvalifikace zasáhli. Michal Novák, Matouš Morbitzer, Filip Dubský, Pavel Powada a Oldřich Varga končili v prvních kolech s výraznou převahou svých přemožitelů.